# 福山さやか
福山 さやか（ふくやま さやか、1990年11月30日 - ）は、AV女優。

## 略歴・人物
2010年11月にAVデビュー。

## 出演作品
2010年
- 新人 福山さやか（11月16日、マキシング） ※デビュー作
- イキまくる絶頂女神。（12月16日、マキシング）

2011年
- 美少女ナースのイキ過ぎ看護日誌（1月16日、マキシング）
- MAXING 3D！ 福山さやか（2月16日、マキシング）
- 美少女ドM調教プログラム 福山さやか（3月16日、マキシング）
- リアルドキュメント 福山さやか（4月16日、マキシング）
- 初ごっくん×おマ●コ悶絶突貫工事 福山さやか（6月16日、マキシング）
- 福山さやかの、チ●ポ挿れられると狂いまくる絶頂10本番 福山さや（9月16日、マキシング）

2012年
- 理性崩壊 ナマ姦中出し（1月15日、ワンズファクトリー）
- 【AV30】マキシング5周年記念スーパーベスト歴代女優売上TOP100 ど～んと8時間全て高画質で見せちゃいます。（7月13日、マキシング）他多数出演
- アイドルになりたい!3人娘の生中出し仰天枕営業（8月10日、CREAM PIE）他出演:椎名ゆず、木下あげは